# Weinmannia commersonii
Weinmannia commersonii är en tvåhjärtbladig växtart som beskrevs av Luciano Bernardi. Weinmannia commersonii ingår i släktet Weinmannia och familjen Cunoniaceae. Inga underarter finns listade i Catalogue of Life.